# Miroslav Barčík
Miroslav Barčík (ur. 26 maja 1978 w Czadcy) – słowacki piłkarz grający na pozycji pomocnika.

## Kariera klubowa
Barčík we wcześniejszych latach swojej kariery grał w MŠK Žilina, tureckim Göztepe i greckim Ergotelisie. W sierpniu 2008 roku został wypożyczony ze Spartaka Trnawa do innego słowackiego klubu - FC Nitra. Miał również propozycje z Polski, Węgier, Czech i Cypru. Od lipca 2009 roku występował w barwach Polonii Bytom. Po spadku drużyny do I ligi, Barčík powrócił do MŠK Žilina. W 2012 roku, pełniąc funkcję kapitana wywalczył pierwszy w historii tego zespołu Puchar Słowacji. W latach 2015–2018 był piłkarzem klubu TJ Iskra Borčice.

## Reprezentacja
Barčík rozegrał dwa spotkania w reprezentacji Słowacji, debiutując w niej w towarzyskim meczu przeciwko Kolumbii 20 sierpnia 2003 roku.
Grał również dla Słowacji na Igrzyskach olimpijskich w Sydney.